# Хойницький повіт
Хойницький повіт (пол. powiat chojnicki) — один з 16 земських повітів Поморського воєводства Польщі.
Утворений 1 січня 1999 року в результаті адміністративної реформи.

## Загальні дані
Повіт знаходиться у південній частині воєводства.
Адміністративний центр — місто Хойніце.
Станом на 1.01.2008 населення становить 92 174 осіб, площа 1364,2 км².

## Демографія
Демографічні дані повіту станом на 30.06.2005:
|       | Всього | Всього | Жінки  | Жінки | Чоловіки | Чоловіки |
| ----- | ------ | ------ | ------ | ----- | -------- | -------- |
|       | осіб   | %      | осіб   | %     | осіб     | %        |
| Повіт | 91 128 | 100    | 46 329 | 50,8  | 44 799   | 49,2     |
| Міста | 53 820 | 100    | 27 847 | 51,7  | 25 973   | 48,3     |
| Села  | 37 308 | 100    | 18 482 | 49,5  | 18 826   | 50,5     |